# War Machine (film 2017)
War Machine è un film del 2017 scritto e diretto da David Michôd.
Tratto dal libro The Operators: The Wild and Terrifying Inside Story of America's War in Afghanistan di Michael Hastings, il film è interpretato da Brad Pitt, Tilda Swinton, Ben Kingsley, Anthony Michael Hall, Topher Grace, Will Poulter, Lakeith Stanfield, Emory Cohen, John Magaro, RJ Cyler, Alan Ruck, Scoot McNairy e Meg Tilly.

## Trama
Il generale di alto livello Glen McMahon viene inviato in Afghanistan per portare la guerra ad una fine. Noto come un leader carismatico, che agisce in buona fede ma con le sue mille contraddizioni, si ritrova ad essere al centro di un reportage di un giornalista di un giornale musicale senza peli sulla lingua con esiti, per il generale, negativi. Liberamente ispirato al cosiddetto “affaire McChrystal”, scoppiato in seguito all’intervista rilasciata dal generale Stanley A. McChrystal alla rivista Rolling Stone.

## Produzione
Nell'aprile 2012 New Regency e Plan B Entertainment annunciarono di aver acquistato i diritti cinematografici del libro The Operators di Michael Hastings, incentrato sulla figura del generale statunitense Stanley A. McChrystal. Nell'aprile 2014 venne annunciato che David Michôd avrebbe scritto e diretto il film. Brad Pitt venne annunciato come interprete del generale McChrystal e produttore del film insieme ai suoi partner della Plan B Entertainment Dede Gardner e Jeremy Kleiner, mentre New Regency e RatPac Entertainment avrebbero finanziato il film.
Nel giugno 2015 Netflix acquistò i diritti di distribuzione del film, intitolato War Machine, e Ian Bryce si unì al progetto come produttore. Nell'agosto 2015 entrarono nel cast Emory Cohen nel ruolo di uno dei soldati del plotone di McChrystal; Topher Grace nel ruolo dell'addetto stampa di McChrystal; John Magaro nel ruolo di Cory Burger, un soldato delle forze speciale; Scoot McNairy; Anthony Michael Hall nel ruolo del generale Greg Pulver, personaggio liberamente ispirato al generale Michael T. Flynn; Keith Stanfield, Will Poulter, e Anthony Hayes. Nell'ottobre 2015 venne riportato che RJ Cyler avrebbe fatto parte del cast. Nel giugno 2016 venne rivelato che anche Ben Kingsley e Tilda Swinton erano entrati nel cast del film.

### Riprese
Le riprese del film cominciarono nell'ottobre 2015 a Londra. Nello stesso mese la produzione si spostò ad Abu Dhabi, usata come location per Kabul. Parte delle riprese si tenne inoltre nel Surrey, in Inghilterra.

## Distribuzione
War Machine è stato distribuito sulla piattaforma di video on demand Netflix il 26 maggio 2017, in tutti i paesi in cui il servizio è disponibile.